# Мидл Ривер (Мериленд)
Мидл Ривер (енгл. Middle River) насељено је место без административног статуса у америчкој савезној држави Мериленд.

## Демографија
По попису из 2010. године број становника је 25.191, што је 1.233 (5,1%) становника више него 2000. године.
| Група             | 2000.          | 2010.          |
| Белци             | 19.585 (81,7%) | 16.356 (64,9%) |
| Афроамериканци    | 3.165 (13,2%)  | 5.695 (22,6%)  |
| Азијати           | 294 (1,2%)     | 845 (3,4%)     |
| Хиспаноамериканци | 461 (1,9%)     | 1.572 (6,2%)   |
| Укупно            | 23.958         | 25.191         |